# Pat Ballard
Pat Ballard (né Francis Drake Ballard  le 19 juin 1899 à Troy en Pennsylvanie et décédé le 26 octobre 1960) était un compositeur américain.
Il a notamment composé les chansons Mr. Sandman et Oh Baby Mine (I Get So Lonely).

## Biographie
Il est né à Troy, en Pennsylvanie, de Frank Ballard, bijoutier-opticien, et de Lucille, soprano. Il était l'arrière-arrière-petit-fils d'Orrin P. Ballard, l'un des pionniers de la région.
Il était marié à Hilda Gramlich, une créatrice de vêtements. Il est décédé d'un arrêt cardiaque au Medical Arts Center de New York, en 1960.

## Chansons
Il a composé un certain nombre de chansons, les plus populaires étant " Mr. Sandman " et " (Oh Baby Mine) I Get So Lonely ".
Il était membre de la Société américaine des compositeurs, auteurs et éditeurs.